# باوشینگر ۲۳۰۶
سیارک ۲۳۰۶ (به انگلیسی: 2306 Bauschinger، نامگذاری:1939PM) دو هزار و سیصد و ششمین سیارک کشف شده‌است که در ۱۵ اوت ۱۹۳۹ و در هایدلبرگ کشف شد.
قدر مطلق سیارک برابر ۱۱٫۴۰ است.